# Joseph Cozlin
Joseph Cozlin est né à Lyon où il est élève de Fabisch. Il s'installe à Paris et prend part au Salon, de 1876 à 1893. Il n'a guère exécuté que des bustes et des médaillons. Il est mort en 1896.